# (38206) 1999 ML1
1999 ML1 (asteroide 38206) é um asteroide da cintura principal. Possui uma excentricidade de 0.31332780 e uma inclinação de 12.92092º.
Este asteroide foi descoberto no dia 20 de junho de 1999 por LONEOS em Anderson Mesa.